# Saison 1974-1975 de snooker
Navigation
1973-1974 1975-1976
La saison 1974-1975 de snooker est la 7e saison de snooker. Elle regroupe 11 tournois organisés par la WPBSA entre le 1er aout 1974 et le 1er mai 1975.

## Nouveautés
- Création d'un tournoi au Canada : l'Open du Canada.
- Apparition au calendrier de l'Open Watney et première édition du Masters.
- Création du trophée d'Irlande Benson & Hedges à Dublin.
- Nouveau déplacement du championnat du monde en Australie, à Melbourne.

## Calendrier
| NC = Tournoi non classé (professionnel)         |
| TE = Tournoi par équipes (professionnel)        |
| P/A = Tournoi pro-am (professionnel et amateur) |

| Dates (mois-jour) | Dates (mois-jour) | Tournoi                            | Lieu        | Site                                | Cat. | Vainqueur      | Finaliste      | Score | Références |
| 08–01             | 08–30             | Championnat d'Australie            | Wagga Wagga | Wagga RSL Club                      | NC   | Eddie Charlton | Warren Simpson | 44-17 | [ 1 ]      |
| 09–??             | 09–??             | Open du Canada                     | Toronto     | Canadian National Exhibition Center | NC   | Cliff Thorburn | Dennis Taylor  | 8-6   | [ 2 ]      |
| 09–07             | 09–22             | Open Watney                        | Leeds       | Northern Snooker Centre             | NC   | Alex Higgins   | Fred Davis     | 17-11 | [ 3 ]      |
| 11-18             | 11-22             | Open Norwich Union                 | Londres     | Piccadilly Hotel                    | NC   | John Spencer   | Ray Reardon    | 10-9  | [ 4 ]      |
| 01–??             | 01–??             | Pot Black                          | Birmingham  | Studios Pebble Mill                 | NC   | Graham Miles   | Dennis Taylor  | 1-0   | ,          |
| 01–13             | 01–17             | Masters                            | Londres     | West Centre Hotel                   | NC   | John Spencer   | Ray Reardon    | 9-8   | ,          |
| 04-??             | 04-??             | International Ladbroke             |             |                                     | TE   | Reste du monde | Angleterre     | [ 9 ] |            |
| 04-10             | 05-01             | Championnat du monde               | Melbourne   | Nunawading Basketball Stadium       | NC   | Ray Reardon    | Eddie Charlton | 31–30 | ,          |
| 05-03             | 05-10             | Tournoi Pontins professionnel      | Prestatyn   | Pontins                             | NC   | Ray Reardon    | John Spencer   | 10-4  | [ 12 ]     |
| 05-03             | 05-10             | Tournoi Pontins pro-am (printemps) | Prestatyn   | Pontins                             | P/A  | Ray Reardon    | John Virgo     | 7-1   |            |
| 05-24             | 05-24             | Tournoi d'Irlande Benson & Hedges  | Dublin      | National Boxing Stadium             | NC   | John Spencer   | Alex Higgins   | 9-8   |            |